# Clemelis atricans
Clemelis atricans är en tvåvingeart som beskrevs av Herting 1975. Clemelis atricans ingår i släktet Clemelis och familjen parasitflugor.
Artens utbredningsområde är Israel. Inga underarter finns listade i Catalogue of Life.